# Вільям Фокс-Пітт
Вільям Фокс-Пітт  (англ. William Fox-Pitt, 2 січня 1969) — британський вершник, олімпійський медаліст.

## Виступи на Олімпіадах
| Олімпіада    | Дисципліна           | Місце   |
| ------------ | -------------------- | ------- |
| Атланта 1996 | триборство, командні | 5       |
| Афіни 2004   | триборство, особисті | участь  |
| Афіни 2004   | триборство, командні | 2       |
| Пекін 2008   | триборство, особисті | 12      |
| Пекін 2008   | триборство, командні | 3       |
| Лондон 2012  | триборство, особисті | 15 к3/4 |
| Лондон 2012  | триборство, командні | 2       |